# بطولة البيت البريطاني
كانت بطولة البيت البريطاني (المعروفة تاريخياً بالبطولة الدولية البريطانية أو ببساطة البطولة الدولية) مسابقة سنوية لكرة القدم بين فرق المملكة المتحدة الوطنية الأربعة: إنجلترا واسكتلندا وويلز وأيرلندا الشمالية (كان آخرهم يتنافس على أيرلندا لمعظم تاريخ المنافسة). ابتداءً من موسم 1883-1884، تعتبر أقدم بطولة كرة قدم للاتحاد الدولي وتم التنافس عليها حتى موسم 1983-84، عندما تم إلغاؤها بعد 100 عام.

## تاريخ البطولة
جرت أول مباراة لكرة القدم للاتحاد الدولي، بين اسكتلندا وإنجلترا، في نوفمبر 1872. وبعد هذه المسابقة، تم تطوير جدول زمني للمباريات الدولية بين الدول الأربع الأصلية تدريجيًا، والألعاب، التي تجري بين يناير وأبريل من كل عام. في عام 1884، وللمرة الأولى، لعبت جميع المباريات الست الممكنة. استمر هذا الجدول دون انقطاع حتى الحرب العالمية الأولى.
| السنة | إنجلترا v اسكتلندا | اسكتلندا v ويلز | إنجلترا v ويلز | إنجلترا v أيرلندا | ويلز v أيرلندا | اسكتلندا v أيرلندا |
| ----- | ------------------ | --------------- | -------------- | ----------------- | -------------- | ------------------ |
| 1871  |                    |                 |                |                   |                |                    |
| 1872  | نوفمير             |                 |                |                   |                |                    |
| 1873  | مارس               |                 |                |                   |                |                    |
| 1874  | مارس               |                 |                |                   |                |                    |
| 1875  | مارس               |                 |                |                   |                |                    |
| 1876  | مارس               | مارس            |                |                   |                |                    |
| 1877  | مارس               | مارس            |                |                   |                |                    |
| 1878  | مارس               | مارس            |                |                   |                |                    |
| 1879  | أبريل              | أبريل           | يناير          |                   |                |                    |
| 1880  | مارس               | مارس            | مارس           |                   |                |                    |
| 1881  | مارس               | مارس            | فبراير         |                   |                |                    |
| 1882  | مارس               | مارس            | مارس           | فبراير            | فبراير         |                    |
| 1883  | مارس               | مارس            | فبراير         | فبراير            | مارس           |                    |
| 1884  | مارس               | مارس            | مارس           | فبراير            | فبراير         | يناير              |
| 1885  | مارس               | مارس            | مارس           | فبراير            | أبريل          | مارس               |

## هيكل البطولة

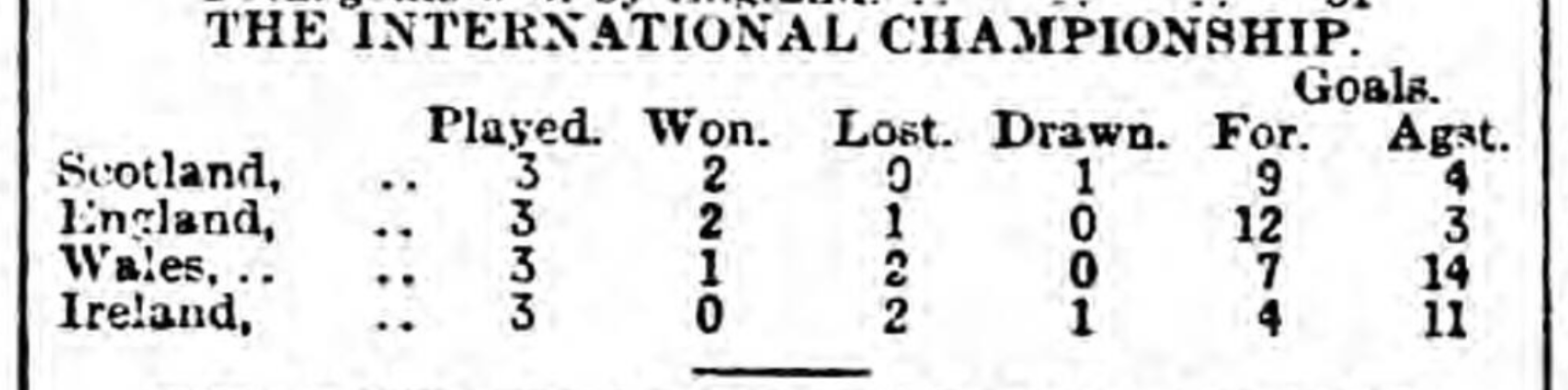
مثال مبكر لجدول الدوري المطبوع يوضح المواقف النهائية للفرق (1895-96)

لعب كل فريق مع الفريق الآخر مرة واحدة (صنع ما مجموعه ثلاث مباريات لكل فريق وست مباريات في المجموع). بشكل عام، لعب كل فريق مباراة واحدة أو مباراتين على أرضه والباقي خارج ملعبه، مع ميزة الفوز بين الفريقين بالتناوب كل عام (لذلك إذا لعبت إنجلترا مع اسكتلندا على أرضها لمدة عام، فقد لعبها خارج ملعبها في المرة التالية). تلقى فريق نقطتين للفوز، واحدة للتعادل ولا شيء لخسارة. من هذه النقاط، تم إنشاء جدول دوري وأعلن عن الفائز في القمة. إذا كان هناك فريقان أو أكثر متساوين في النقاط، فسيتم تقاسم هذا الموقف في جدول الدوري (كما كان الحال في البطولة إذا حدث ذلك بين أفضل الفرق). في عام 1956 ، أنهت جميع الفرق الأربعة المستوى على النقاط وللمرة الوحيدة تم تقاسم البطولة بأربع طرق. من بطولة 1978-1979 فصاعدًا، تم استخدام فرق الأهداف (إجمالي الأهداف المسجلة مطروحًا منها إجمالي الأهداف المستلمة) للتمييز بين مستوى الفرق على النقاط. إذا كان الفرق في الأهداف لا يزال غير قادر على الفصل بينها، فسيتم استخدام إجمالي الأهداف المسجلة.

## النتائج
| النسخة              | المركز الأول                                              | المركز الثاني                                             | المركز الثالث                                             | المركز الرابع                                             |
| ------------------- | --------------------------------------------------------- | --------------------------------------------------------- | --------------------------------------------------------- | --------------------------------------------------------- |
| 1883–84             | إسكتلندا                                                  | إنجلترا                                                   | ويلز                                                      | أيرلندا                                                   |
| 1884–85             | إسكتلندا                                                  | إنجلترا                                                   | ويلز                                                      | أيرلندا                                                   |
| 1885–86             | إسكتلندا / إنجلترا                                        | إسكتلندا / إنجلترا                                        | ويلز                                                      | أيرلندا                                                   |
| 1886–87             | إسكتلندا                                                  | إنجلترا                                                   | أيرلندا                                                   | ويلز                                                      |
| 1887–88             | إنجلترا                                                   | إسكتلندا                                                  | ويلز                                                      | أيرلندا                                                   |
| 1888–89             | إسكتلندا                                                  | إنجلترا                                                   | ويلز                                                      | أيرلندا                                                   |
| 1889–90             | إنجلترا / إسكتلندا                                        | إنجلترا / إسكتلندا                                        | ويلز                                                      | أيرلندا                                                   |
| 1890–91             | إنجلترا                                                   | إسكتلندا                                                  | أيرلندا                                                   | ويلز                                                      |
| 1891–92             | إنجلترا                                                   | إسكتلندا                                                  | أيرلندا / ويلز                                            | أيرلندا / ويلز                                            |
| 1892–93             | إنجلترا                                                   | إسكتلندا                                                  | أيرلندا                                                   | ويلز                                                      |
| 1893–94             | إسكتلندا                                                  | إنجلترا                                                   | ويلز                                                      | أيرلندا                                                   |
| 1894–95             | إنجلترا                                                   | ويلز / إسكتلندا                                           | ويلز / إسكتلندا                                           | أيرلندا                                                   |
| 1895–96             | إسكتلندا                                                  | إنجلترا                                                   | ويلز                                                      | أيرلندا                                                   |
| 1896–97             | إسكتلندا                                                  | إنجلترا                                                   | أيرلندا                                                   | ويلز                                                      |
| 1897–98             | إنجلترا                                                   | إسكتلندا                                                  | أيرلندا                                                   | ويلز                                                      |
| 1898–99             | إنجلترا                                                   | إسكتلندا                                                  | أيرلندا                                                   | ويلز                                                      |
| 1899–1900           | إسكتلندا                                                  | ويلز / إنجلترا                                            | ويلز / إنجلترا                                            | أيرلندا                                                   |
| 1900–01             | إنجلترا                                                   | إسكتلندا                                                  | ويلز                                                      | أيرلندا                                                   |
| 1901–02             | إسكتلندا                                                  | إنجلترا                                                   | أيرلندا                                                   | ويلز                                                      |
| 1902–03             | إنجلترا / أيرلندا / إسكتلندا                              | إنجلترا / أيرلندا / إسكتلندا                              | إنجلترا / أيرلندا / إسكتلندا                              | ويلز                                                      |
| 1903–04             | إنجلترا                                                   | أيرلندا                                                   | إسكتلندا / ويلز                                           | إسكتلندا / ويلز                                           |
| 1904–05             | إنجلترا                                                   | ويلز                                                      | إسكتلندا / أيرلندا                                        | إسكتلندا / أيرلندا                                        |
| 1905–06             | إنجلترا / إسكتلندا                                        | إنجلترا / إسكتلندا                                        | ويلز                                                      | أيرلندا                                                   |
| 1906–07             | ويلز                                                      | إنجلترا                                                   | إسكتلندا                                                  | أيرلندا                                                   |
| 1907–08             | إنجلترا / إسكتلندا                                        | إنجلترا / إسكتلندا                                        | أيرلندا                                                   | ويلز                                                      |
| 1908–09             | إنجلترا                                                   | ويلز                                                      | إسكتلندا                                                  | أيرلندا                                                   |
| 1909–10             | إسكتلندا                                                  | إنجلترا / أيرلندا                                         | إنجلترا / أيرلندا                                         | ويلز                                                      |
| 1910–11             | إنجلترا                                                   | إسكتلندا                                                  | ويلز                                                      | أيرلندا                                                   |
| 1911–12             | إنجلترا / إسكتلندا                                        | إنجلترا / إسكتلندا                                        | أيرلندا                                                   | ويلز                                                      |
| 1912–13             | إنجلترا                                                   | إسكتلندا / ويلز                                           | إسكتلندا / ويلز                                           | أيرلندا                                                   |
| 1913–14             | أيرلندا                                                   | إسكتلندا                                                  | إنجلترا                                                   | ويلز                                                      |
| 1914–19             | لم تلعب بسبب الحرب العالمية الأولى                        | لم تلعب بسبب الحرب العالمية الأولى                        | لم تلعب بسبب الحرب العالمية الأولى                        | لم تلعب بسبب الحرب العالمية الأولى                        |
| 1919–20             | ويلز                                                      | إسكتلندا / إنجلترا                                        | إسكتلندا / إنجلترا                                        | أيرلندا                                                   |
| 1920–21             | إسكتلندا                                                  | ويلز / إنجلترا                                            | ويلز / إنجلترا                                            | أيرلندا                                                   |
| 1921–22             | إسكتلندا                                                  | ويلز / إنجلترا                                            | ويلز / إنجلترا                                            | أيرلندا                                                   |
| 1922–23             | إسكتلندا                                                  | إنجلترا                                                   | أيرلندا                                                   | ويلز                                                      |
| 1923–24             | ويلز                                                      | إسكتلندا                                                  | أيرلندا                                                   | إنجلترا                                                   |
| 1924–25             | إسكتلندا                                                  | إنجلترا                                                   | ويلز / أيرلندا                                            | ويلز / أيرلندا                                            |
| 1925–26             | إسكتلندا                                                  | أيرلندا                                                   | ويلز                                                      | إنجلترا                                                   |
| 1926–27             | إسكتلندا / إنجلترا                                        | إسكتلندا / إنجلترا                                        | ويلز / أيرلندا                                            | ويلز / أيرلندا                                            |
| 1927–28             | ويلز                                                      | أيرلندا                                                   | إسكتلندا                                                  | إنجلترا                                                   |
| 1928–29             | إسكتلندا                                                  | إنجلترا                                                   | ويلز / أيرلندا                                            | ويلز / أيرلندا                                            |
| 1929–30             | إنجلترا                                                   | إسكتلندا                                                  | أيرلندا                                                   | ويلز                                                      |
| 1930–31             | إنجلترا / إسكتلندا                                        | إنجلترا / إسكتلندا                                        | ويلز                                                      | أيرلندا                                                   |
| 1931–32             | إنجلترا                                                   | إسكتلندا                                                  | أيرلندا                                                   | ويلز                                                      |
| 1932–33             | ويلز                                                      | إسكتلندا                                                  | إنجلترا                                                   | أيرلندا                                                   |
| 1933–34             | ويلز                                                      | إنجلترا                                                   | أيرلندا                                                   | إسكتلندا                                                  |
| 1934–35             | إنجلترا / إسكتلندا                                        | إنجلترا / إسكتلندا                                        | ويلز / أيرلندا                                            | ويلز / أيرلندا                                            |
| 1935–36             | إسكتلندا                                                  | ويلز / إنجلترا                                            | ويلز / إنجلترا                                            | أيرلندا                                                   |
| 1936–37             | ويلز                                                      | إسكتلندا                                                  | إنجلترا                                                   | أيرلندا                                                   |
| 1937–38             | إنجلترا                                                   | إسكتلندا / أيرلندا                                        | إسكتلندا / أيرلندا                                        | ويلز                                                      |
| 1938–39             | إنجلترا / ويلز / إسكتلندا                                 | إنجلترا / ويلز / إسكتلندا                                 | إنجلترا / ويلز / إسكتلندا                                 | أيرلندا                                                   |
| 1939–45             | لم تلعب بسبب الحرب العالمية الثانية                       | لم تلعب بسبب الحرب العالمية الثانية                       | لم تلعب بسبب الحرب العالمية الثانية                       | لم تلعب بسبب الحرب العالمية الثانية                       |
| (1945–46 غير رسمية) | إسكتلندا                                                  | أيرلندا / إنجلترا / ويلز                                  | أيرلندا / إنجلترا / ويلز                                  | أيرلندا / إنجلترا / ويلز                                  |
| 1946–47             | إنجلترا                                                   | أيرلندا                                                   | إسكتلندا / ويلز                                           | إسكتلندا / ويلز                                           |
| 1947–48             | إنجلترا                                                   | ويلز                                                      | أيرلندا                                                   | إسكتلندا                                                  |
| 1948–49             | إسكتلندا                                                  | إنجلترا                                                   | ويلز                                                      | أيرلندا                                                   |
| 1949–50             | إنجلترا                                                   | إسكتلندا                                                  | ويلز / أيرلندا                                            | ويلز / أيرلندا                                            |
| 1950–51             | إسكتلندا                                                  | إنجلترا                                                   | ويلز                                                      | أيرلندا الشمالية                                          |
| 1951–52             | ويلز / إنجلترا                                            | ويلز / إنجلترا                                            | إسكتلندا                                                  | أيرلندا الشمالية                                          |
| 1952–53             | إسكتلندا / إنجلترا                                        | إسكتلندا / إنجلترا                                        | ويلز / أيرلندا الشمالية                                   | ويلز / أيرلندا الشمالية                                   |
| 1953–54             | إنجلترا                                                   | إسكتلندا                                                  | أيرلندا الشمالية                                          | ويلز                                                      |
| 1954–55             | إنجلترا                                                   | إسكتلندا                                                  | ويلز                                                      | أيرلندا الشمالية                                          |
| 1955–56             | إنجلترا / إسكتلندا / ويلز / أيرلندا الشمالية              | إنجلترا / إسكتلندا / ويلز / أيرلندا الشمالية              | إنجلترا / إسكتلندا / ويلز / أيرلندا الشمالية              | إنجلترا / إسكتلندا / ويلز / أيرلندا الشمالية              |
| 1956–57             | إنجلترا                                                   | إسكتلندا                                                  | ويلز / أيرلندا الشمالية                                   | ويلز / أيرلندا الشمالية                                   |
| 1957–58             | إنجلترا / أيرلندا الشمالية                                | إنجلترا / أيرلندا الشمالية                                | إسكتلندا / ويلز                                           | إسكتلندا / ويلز                                           |
| 1958–59             | أيرلندا الشمالية / إنجلترا                                | أيرلندا الشمالية / إنجلترا                                | إسكتلندا                                                  | ويلز                                                      |
| 1959–60             | إسكتلندا / إنجلترا / ويلز                                 | إسكتلندا / إنجلترا / ويلز                                 | إسكتلندا / إنجلترا / ويلز                                 | أيرلندا الشمالية                                          |
| 1960–61             | إنجلترا                                                   | ويلز                                                      | إسكتلندا                                                  | أيرلندا الشمالية                                          |
| 1961–62             | إسكتلندا                                                  | ويلز                                                      | إنجلترا                                                   | أيرلندا الشمالية                                          |
| 1962–63             | إسكتلندا                                                  | إنجلترا                                                   | ويلز                                                      | أيرلندا الشمالية                                          |
| 1963–64             | إنجلترا / إسكتلندا / أيرلندا الشمالية                     | إنجلترا / إسكتلندا / أيرلندا الشمالية                     | إنجلترا / إسكتلندا / أيرلندا الشمالية                     | ويلز                                                      |
| 1964–65             | إنجلترا                                                   | ويلز                                                      | إسكتلندا                                                  | أيرلندا الشمالية                                          |
| 1965–66             | إنجلترا                                                   | أيرلندا الشمالية                                          | إسكتلندا                                                  | ويلز                                                      |
| 1966–67             | إسكتلندا                                                  | إنجلترا                                                   | ويلز                                                      | أيرلندا الشمالية                                          |
| 1967–68             | إنجلترا                                                   | إسكتلندا                                                  | ويلز / أيرلندا الشمالية                                   | ويلز / أيرلندا الشمالية                                   |
| 1968–69             | إنجلترا                                                   | إسكتلندا                                                  | أيرلندا الشمالية                                          | ويلز                                                      |
| 1969–70             | إنجلترا / ويلز / إسكتلندا                                 | إنجلترا / ويلز / إسكتلندا                                 | إنجلترا / ويلز / إسكتلندا                                 | أيرلندا الشمالية                                          |
| 1970–71             | إنجلترا                                                   | أيرلندا الشمالية                                          | ويلز                                                      | إسكتلندا                                                  |
| 1971–72             | إسكتلندا / إنجلترا                                        | إسكتلندا / إنجلترا                                        | أيرلندا الشمالية                                          | ويلز                                                      |
| 1972–73             | إنجلترا                                                   | أيرلندا الشمالية                                          | إسكتلندا                                                  | ويلز                                                      |
| 1973–74             | إسكتلندا / إنجلترا                                        | إسكتلندا / إنجلترا                                        | ويلز / أيرلندا الشمالية                                   | ويلز / أيرلندا الشمالية                                   |
| 1974–75             | إنجلترا                                                   | إسكتلندا                                                  | أيرلندا الشمالية                                          | ويلز                                                      |
| 1975–76             | إسكتلندا                                                  | إنجلترا                                                   | ويلز                                                      | أيرلندا الشمالية                                          |
| 1976–77             | إسكتلندا                                                  | ويلز                                                      | إنجلترا                                                   | أيرلندا الشمالية                                          |
| 1977–78             | إنجلترا                                                   | ويلز                                                      | إسكتلندا                                                  | أيرلندا الشمالية                                          |
| 1978–79             | إنجلترا                                                   | ويلز                                                      | إسكتلندا                                                  | أيرلندا الشمالية                                          |
| 1979–80             | أيرلندا الشمالية                                          | إنجلترا                                                   | ويلز                                                      | إسكتلندا                                                  |
| 1980–81             | تم التخلي عنه بسبب الاضطرابات المدنية في أيرلندا الشمالية | تم التخلي عنه بسبب الاضطرابات المدنية في أيرلندا الشمالية | تم التخلي عنه بسبب الاضطرابات المدنية في أيرلندا الشمالية | تم التخلي عنه بسبب الاضطرابات المدنية في أيرلندا الشمالية |
| 1981–82             | إنجلترا                                                   | إسكتلندا                                                  | ويلز                                                      | أيرلندا الشمالية                                          |
| 1982–83             | إنجلترا                                                   | إسكتلندا                                                  | أيرلندا الشمالية                                          | ويلز                                                      |
| 1983–84             | أيرلندا الشمالية                                          | ويلز                                                      | إنجلترا                                                   | إسكتلندا                                                  |

### قائمة الفائزين
| المنتخب                    | مجموع البطولات | Wins outright | بطولات مشتركة |
| -------------------------- | -------------- | ------------- | ------------- |
| إنجلترا                    | 54             | 34            | 20            |
| إسكتلندا                   | 41             | 24*           | 17            |
| ويلز                       | 12             | 7             | 5             |
| أيرلندا · أيرلندا الشمالية | 8              | 3             | 5             |